# Lorenzo Baroni
Lorenzo Baroni (Lugo, 23 febbraio 1990) è un pilota motociclistico italiano.

## Carriera
Nel 2004 è pilota titolare nel campionato italiano 125. In sella ad un'Aprilia porta a termine tutte le gare in zona punti e si classifica al sesto posto, contestualmente ottiene qualche punto e chiude ventiduesimo nel campionato Europeo. Nel 2005, con la stessa motocicletta della stagione precedente, è vice-campione italiano ed Europeo.
Per quanto riguarda le competizioni del motomondiale, ha avuto modo di esordire, usufruendo di una wild card, nel Gran Premio motociclistico d'Italia 2005 giungendo 24º al traguardo. Nel Motomondiale 2006 ha corso nella classe 125, con il numero 23, nel team Humangest Racing con una Honda RS 125 R, il compagno di squadra è Gábor Talmácsi. Nella stessa stagione disputa la gara finale a Imola del CIV 125 dove, in sella ad un'Aprilia RS 125 R ottiene vittoria, pole position e giro più veloce della gara. Nel 2007 compete nella Superstock 1000 FIM Cup, per il BRC Racing, fino al 2009 e per il PATA B&G Racing, alla guida di una Ducati 1098R, nel 2010. Nel 2007 inoltre disputa quattro delle sei gare in programma nel CIV Stock1000 totalizzando quattro punti.
Nel 2008 è pilota titolare nel campionato italiano Stock 1000 dove non ottiene punti, nella stessa categoria gareggia anche nel 2009 quando, con dodici punti, si classifica ventesimo.
Nel 2010 disputa la gara finale del campionato Italiano Superbike concludendola al settimo posto. Nel 2011 corre ancora nella Superstock 1000 FIM Cup per il team Althea Racing e nel 2012 per il team BMW Motorrad Italia GoldBet. Corre sei gare, poi, a seguito di una caduta avvenuta nelle prove libere sul circuito di Silverstone in sella alla sua BMW S 1000 RR, conclude il suo mondiale con tre gare di anticipo finendo in 10ª Posizione. Nella stessa stagione disputa la prova di Monza nel CIV Stock 1000 chiudendo la gara al quarto posto.

## Risultati nel motomondiale
| 2005 | Classe | Moto  |  |  |  |  |    |  |  |    |  |  |  |  |  |  |  |  |  | Punti | Pos. |
| ---- | ------ | ----- |  |  |  |  | -- |  |  | -- |  |  |  |  |  |  |  |  |  | ----- | ---- |
| 2005 | 125    | Honda |  |  |  |  | 24 |  |  | NE |  |  |  |  |  |  |  |  |  | 0     |      |

| 2006 | Classe | Moto  |    |    |    |     |    |     |    |    |    |    |    |  |  |  |  |  |  | Punti | Pos. |
| ---- | ------ | ----- | -- | -- | -- | --- | -- | --- | -- | -- | -- | -- | -- |  |  |  |  |  |  | ----- | ---- |
| 2006 | 125    | Honda | 22 | 30 | 28 | Rit | 19 | Rit | 25 | 24 | 27 | 29 | NE |  |  |  |  |  |  | 0     |      |

| Legenda | 1º posto        | 2º posto            | 3º posto            | A punti      | Senza punti        | Grassetto – Pole position Corsivo – Giro più veloce |
| Legenda | Gara non valida | Non qual./Non part. | Ritirato/Non class. | Squalificato | '-' Dato non disp. | Grassetto – Pole position Corsivo – Giro più veloce |